# Steam
A Steam egy tartalomtovábbító és -kezelő rendszer, amelyet a Valve Software fejlesztett ki. Funkciói különféle számítógépes szoftverek (túlnyomórészt játékok) digitális áruházi rendszerben történő értékesítése, többjátékos módok menedzselése, és közösségépítő háló fenntartása. Számos kényelmi funkciója közül kimagaslik a programok automatikus frissítése, barátlisták és csoportok létrehozása, mentések felhőalapú tárolása, és játékon belüli chat. Szabadon programozható felhasználói interfésze a Steamworks, melyet a játékok fejlesztői szabadon integrálhatnak játékaikba, hogy azok a Steam által kínált lehetőségeket maximálisan ki tudják használni (pl. többjátékos mód, játékon belüli tranzakciók, elérhető teljesítmények, és felhasználók által készített letölthető tartalmak).
A Steam feladata a WON (World Opponent Network) rendszer felváltása volt, amelyet 2004. július 31-én több hónapos bétatesztelések után sikeresen véghez is vitt, ezzel elérkezett a WON2, és ezzel együtt a Steam időszaka.
A Steam mostanra a legnagyobb tartalomterjesztésre fejlesztett platformmá vált, 2013-ban a piac 75%-át uralta, 2015-ben pedig a Steam-en eladott illetve itt érvényesített termékkulcsok értéke meghaladta a 3 és fél milliárd dollárt, amely a teljes piac 15%-át jelentette, több mint 125 millió felhasználóval. A siker további eszközök fejlesztéséhez vezetett: az önálló konzolként működő Steam Machine, az ennek operációs rendszereként funkcionáló SteamOS, valamint a Steam Controller és a Steam Link.

## Története
A Steam megjelenésének közvetlen előzménye az volt, hogy gondokat okozott a hatalmas népszerűségnek örvendő Counter-Strike frissítése. Egy-egy patch letöltése és telepítése ugyanis napokra képes volt felborítani és ellehetetleníteni a játékot. Ezért a Valve elhatározta, hogy készít egy olyan rendszert, melynek köszönhetően a játék automatikusan frissül a javítás megjelenésével egy időben, de tartalmaz csalás és kalózkodás elleni védelmet is. A Valve már ekkor felfedezte, hogy a játékosok 75%-a már rendelkezik nagy sebességű internetkapcsolattal, mely az évek során csak egyre növekedni fog, így elhárulhat az akadály a játékok digitális terjesztése elől. A Valve megkeresett pár céget, hogy fejlesszen ki egy ilyen programot, többek között a Microsoftot, a Yahoo!-t, és a RealNetworks-t, de mindenhol elutasításra találtak.
A Steam fejlesztése 2002-ben kezdődött, "Grid" és "Gazelle" munkacímeken. Az első változat 2002. március 24-én jelent meg a Game Developers Conference során. Hogy demonstrálják a szoftver képességeit, a Relic Entertainment elkészítette akkori játékuk, az Impossible Creatures kifejezetten Steam-re optimalizált változatát (noha maga a játék csak 2015-ben került fel a Steam Áruházba). Számos céggel sikerült partnerkapcsolatba lépniük, mint az AT&T, az Acer, és a GameSpy. Az első mod, mely a Steamen megjelent és terjesztésre került, a Day of Defeat volt. Sok idő elteltével megjelent az 1.5-ös Counter-Strike és ezzel elkezdődött a WON-os időszak aláásása. A Steam v2.0 már VGUI2 interfészre épül és számos újdonságot hozott az amúgy nem túl népszerű program számára.
2003 vége felé körvonalazódtak a Valve tervei és elérhetővé tették a Counter-Strike 1.6-os béta változatát, azonban ezt már csak a Steam-en lehetett letölteni ezzel szoktatva szépen lassan át az embereket az új rendszerre. Fél év elteltével a Counter-Strike 1.6 megjelenésével bizonyossá vált, hogy nincs más kiút, a WON-t felváltja a Steam rendszere és ez alól nincs kibúvó. A rendszer azóta sikertörténetté nőtte ki magát. Ezidáig négyszer kapott új külsőt, és szolgáltatásait tekintve egyre többet nyújt minden felhasználó számára. A program jelenleg a Steam 4-es verziónál tart, fő újítása, hogy immáron Macintosh számítógépekre is lehet natívan telepíteni, majd játékokat tölteni rá. Sőt azóta 64 bites Linux rendszereken is fut (A linux béta alatt még csak 32 bites Ubuntun lehetett), például Ubuntu, Linux Mint, Manjaro, Arch .... satöbbi .

## Metacritic
2006 óta a Metacritic értékelési rendszernek köszönhetően már globális pontok alapján is válogathatunk a folyamatosan bővülő, mára már több mint 12000 játékot tartalmazó palettáról.

## Vásárlás
A kliensen keresztül már nem csak letölthetünk mint a kezdeti időszakokban, hanem dobozos játékainkat aktiválhatjuk, illetve vásárolhatunk újabb és újabb játékokat. A megvásárolt játékokat (amelyeken látható a SteamPlay logója) Macen, Linuxon és PC-n egyaránt használhatjuk anélkül, hogy újra megvásárolnánk.
A Steam lehetőséget kínál ajándékozásra is, természetesen elektronikus úton. Ismerős "listán", vagy e-mailen keresztül küldhetjük el barátainknak a különböző játékokat.

## Statisztikák
A rendszer hónapról hónapra feltérképezi számítógépünket és ha engedélyezzük, közös statisztikába gyűjti azokat, hogy a játék fejlesztők fel tudják mérni milyen hardverekkel rendelkezik a több millió Steam felhasználó.
Emellett a rendszer weboldalán a játékosok különböző teljesítményeit is megtekinthetjük.

## Automatikus frissítés
A Steam legnagyobb előnye ebben a tulajdonságban van. A kliensen át naponta kaphatunk játékainkhoz frissítéseket, javítócsomagokat, így azok napról napra kiheverhetik kezdeti hibáikat úgy, hogy ezért nekünk nem kell külön csomagokat letölteni és feltelepíteni, hiszen a Steam mindezt elvégzi helyettünk.

## Kinézet
A Steam összesen három kinézettel érhető el. Az Steam 1.0 kinézete megegyezett a 2.0-val azonban a 2.0 még a kliens 3.0-ra fejlődése előtt megkapta annak kinézetét. A 3.0 később új szögletes kinézetet kapott. 4.0-n teljesen megváltozott a felület, a legszembetűnőbb, hogy fekete design-t kapott. A játéknézet átláthatóbb lett, és a Steam Store is ráncfelvarráson esett át.
A Steam kliensre továbbá telepíthetők különböző kinézet módosító kiegészítők, mellyel akár a teljes program kinézetét meg lehet változtatni, beleértve a játékon belüli felületet is.
A program a következő nyelveken érhető el: dán, angol, finn, francia, német, holland, olasz, japán, magyar, koreai, norvég, lengyel, portugál, orosz, hagyományos kínai, egyszerűsített kínai, spanyol, svéd, thai, cseh, bolgár, görög, román, török, ukrán.

## Funkciók
A program számos funkcióval rendelkezik, ami megkönnyítheti a játékvásárlást, a kapcsolattartást barátainkkal vagy az esti szórakozásunk helyszínének kiválasztását. Néhány a rengeteg funkció közül:
- Ismerősök: lehetőségünk van barátainkat megjelölni, így azokkal chatelni tudunk. A csevegés mellett azt is látjuk, hogy barátunk vonalban van-e és ha igen, hol játszik és milyen játékkal.

- Vendégmeghívások: megvásárolt játékunkba meghívhatjuk barátunkat, úgy, hogy ő nem veszi meg az adott játékot. A meghívó egy rövid időtartamra szól, tehát addig kipróbálhatja a meghívott fél a játékot. Ha az adott játék ezt lehetővé teszi, a meghívott fél a vásárlás után onnan folytathatja a játékot, ahol a meghívókártya lejártakor abbahagyta.

- Szerverfigyelő: a megvásárolt és telepített játékainkhoz tartozó szervereket tudjuk több szempont szerint rendezni és keresni. Szervereinket rendezhetjük, illetve megnézhetjük mely szervereken játszottunk régebben.

- Aktiválás: boltban megvásárolt dobozos játékunkat aktiválhatjuk, így az felkerül a saját Steam fiókunk alá.

- Hálózatfigyelő: megtekinthetjük a Steam által lefoglalt sávszélességet.

- Bolt: játékokat vásárolhatunk meg a Steam-en keresztül, amiket rögtön ki is fizethetünk hitelkártyával vagy PayPal-on keresztül.[2]

- Nem Steam játék hozzáadása: olyan játékokat is hozzáadhatunk a Steamhez, amit nem a rendszeren kell aktiválni. Ezzel barátaink láthatják, mivel játszunk, és a játék közbeni felületet is biztosítja a kapcsolattartáshoz.

- SteamWorks: A játékosok élményét növelő szolgáltatások(pl. teljesítmények, fejlesztő által kezdeményezett felmérések), melyeket a Steam biztosít.
- Steam Cloud: A játékoknak lehetőségük van a játékosok statisztikáit, egyjátékos mentéseit egy internetes tárhelyen tárolni. A jelenlegi elérhető tárterület 100 megabájt/játék/steam-fiók.

- SteamPlay: A 2010-es nagy frissítés közben a Steam, és bizonyos játékok Mac-re is kiadásra kerültek. A SteamPlay-t támogató játékoknál a Steam Cloud kihasználásával a játékos az asztali számítógépe és Mac-je között az internet segítségével átviheti a statisztikáit, játékmentéseit. 2013. február 14-én a Steam megjelent Linuxra is.[5]

- Játékon belüli vásárlások: A Steamworks segítségével a fejlesztők különböző, játékon belül elérhető elemeket (tárgyak, zárolt pályák) is megvásárolhatóvá tehetnek a játékhoz.

- Steam Zöld Út: A Zöld út program keretén belül a fejlesztők beküldhetik a játékukat, vagy szoftverüket, és a felhasználók megszavazhatják, hogy szeretnék-e a Steamen látni a játékot. Ha a játék elegendő szavazatot kap, a Valve kapcsolatba lép a fejlesztővel, hogy megtárgyalják Steames terjesztés feltételeit, a termék árát, és a részesedést.

- Piac: A piacon a felhasználók a játékokban szerzett/vásárolt tárgyaikkal kereskedhetnek.

- Steam Big Screen: A Steam nagyobb felbontású televíziókra átdolgozott felülete, lehet kontrollerrel is irányítani.

## Piaci részesedése és hatásai
Részesedési adatokat nehéz találni. Annak ellenére, hogy azt állítják, hogy a Steam jóval jövedelmezőbb, mint a kiskereskedelmi forgalmazás, a Valve soha nem tárja fel a teljes bevételét. A Forbes kijelentette ugyanakkor, hogy a Steames eladások nagyjából 50-70%-ban járulnak hozzá a digitális terjesztés 4 milliárd dolláros piacához, valamint azt, hogy a Steam 70%-os bruttó árrést kínál, szemben a kiskereskedelmi 30%-kal.
Ezen kívül néhány független fejlesztő megvitatta az előnyeit annak, hogy a játékaik elérhetők a Steam rendszerén keresztül. A "Recettear: An Item Shop's Tale" című játék több, mint 100.000-es eladást produkált, messze túlszárnyalva a várt 10.000 db-ot. A "Magicka" 30.000 példányszámos eladást produkált a 2011 januári megjelenése során, ami elég volt arra, hogy a legtöbbet eladott termékek első helyére kerüljön, és az ezt követő 17 napban az eladások száma 200.000-re növekedett. A "Garry's Mod" 5279 eladást produkált 2006 novemberében, megjelenésekor, és 312.541-et az első 2 évben (az éves árbevétel növekedés 33%-os volt).

## Galéria

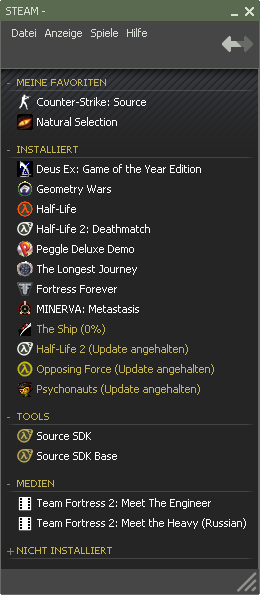
A Steam német kezelőfelülete
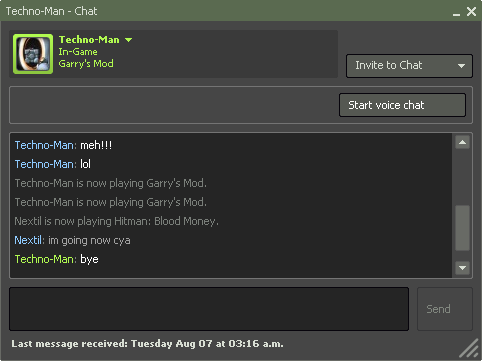
Az új csevegőfelület (2007)
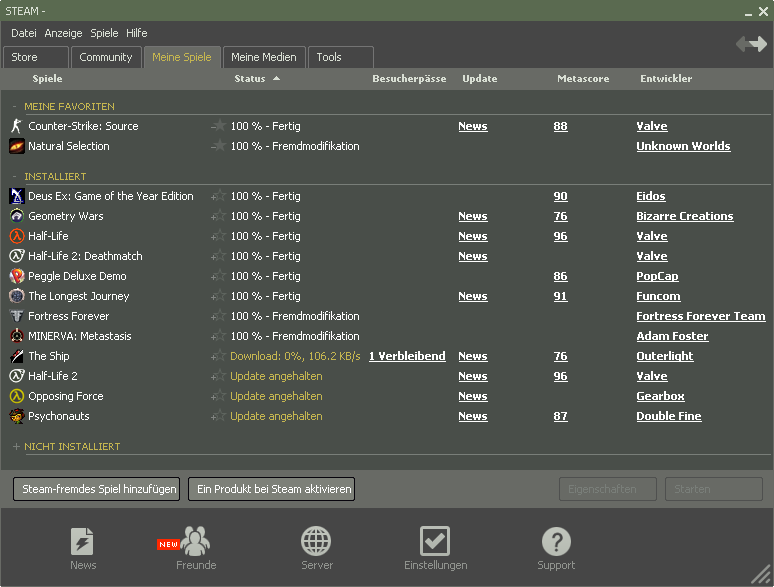
Egy felhasználó játékai német nyelven